# Distrikt Dmanisi
Distrikt Dmanisi (gru. დმანისის მუნიციპალიტეტი) je gruzijski distrikt, u regiji Kvemo Kartli. Glavni grad distrikta je  arheološko nalazište Dmanisi. Od 1917. distrikt je bio dio distrikta Tfilisi sve do 1930., kada postaje dio distrikta Tsalak. 1933. postaje samostalni gruzijski distrikt. Dmanisi na istoku graniči s distriktom Bolnisi, na sjeveru s Tsalkom, na zapadu s Ninotsmindom, dok je na jugu granica s Armenijom. 

## Zemljopis

### Pedologija
Zemljopisnoj raznolikosti Distrkta Dmanisi pridonosi geografski smještaj u blizini vulkanske visoravni. Radi tog smještaja, veći dio tla je vulkanskog podrijetla i time vrlo plodno i pogodno ta poljoprivredu, dok manji dio čine šljunak i morenski nanosi. U zapadnom dijelu općine nalazi se vulkanski greben Javakheti, građen uglavnom od bazalta, nastao opsežnim širenjem Euroazijske i Arapske tektonske ploče. Većina tla i stijena je kredne starosti i vulkanskog ili mineralnog podrijetla, a na izgled i veličinu su utjecale erozije tla, reljef, oborine, temperature i prirodni procesi. Kviriketisa se nalazi između planina i visoravni Gometi. Visoravan Gometi nalazi se na nadmorskoj visini od 1250-1350 metara, a prema jugozapadu se visina povećava na 1400-1450 metara. Na zapadu visoravan je zatvorena planinom Javakheti, na sjeveru planinom Kviriketi, na istoku s rijekom Khrami, a na jugu poljima i livadama. Na rubovima visoravni Imetsqreba, zbog izlijeva lave, nakupio se sloj jezerskog sedimenta. Rijeka Mashavera i njezini pritoci presijecaju visoravan Gomreti i dolinu, ponegdje na dubini 10-500 metara.

### Vode
Najveća rijeka distrikta je Mashavera, ukupne dužine 66 km, a prosječni protok vode 8 m3/s. Mashavera izvire na istočnim obroncima rijeke Javakheti na nadomskoj visini od 2125 metara. Njezin desni pritok, rijeka Khrami, utječe u nju i putuje sjevernom granicom s distriktom Tsalki. Drugi važniji pritoci su joj Shakhmarlo, Sarpdere i Moshevani. 

### Klima
Distrikt Dmanisi ima umjereno toplu vlažnu klimu s hladnim zimama i toplim ljetima. Najhladniji mjesec je siječanj s prosječnom temperaturom od -10 °C, a najtopliji srpanj s prosječnom temperaturom od +15 °C. Klimu distrikta karakterizira malo oborina, 600-850 mm godišnje. Najviše oborina padne u svibnju, a najmanje u prosincu. Ljeti su česti grmljevniski pljuskovi s tučom. Temperaturna amplituda se povećava, a oborine smanjuju od zapada prema istoku, zbog udaljavanja od Crnog mora i kontinentalnosti.

## Stanovništvo
Distrikt Dmanisi ima 56 naselja, od kojih Dmanisi jedini ima status grada. 2002. stanovništvo distrikta imalo je 28.034 žitelja, dok se 2012. broj žitelja smanjio na 27.600, što je odraz veće  stope smrtnosti i iseljavanja. U gradu Dmanisiju živi 3.600 stanovnika, dok u ruralnim područjima živi preostalih 24.000 stanovnika, iz čega se zaključuje da većina stanovnika (87 %) živi na selu. Gustoća naseljenosti je iznad državnog prosjeka i iznosi oko 23 st./km².

## Gospodarstvo
Većina prihoda ostvari se u primarnim djelatnostima (poljoprivreda, ovčarstvo, povrtlarstvo), zbog kojih je jako razvijena prehrambena industrija. Primarne djelatnosti su i glavni prioriteti razvoja distrikta. Od ostalih se djelatnosti ističu mala trgovina i kućanske usluge.

## Unutarnje poveznice
- Administrativna podjela Gruzije
- Gruzijski distrikti

## Vanjske poveznice
- Districts of Georgia, Statoids.com (engl.)
- www.dmanisi.com.ge Službena stranica distrikta